# دوروثي ستيرلينغ
دوروثي ستيرلينغ (بالإنجليزية: Dorothy Sterling)‏ (23 نوفمبر 1913، نيويورك في الولايات المتحدة - 1 ديسمبر 2008 في الولايات المتحدة)؛ كاتِبة مُتخصِّصة في أدب الأطفال، صحفية، مؤرخة وروائية أمريكية.